# (2306) Bauschinger
(2306) Bauschinger (1939 PM; 1967 TK; 1971 SC3; 1982 BO12) ist ein Asteroid des mittleren Hauptgürtels, der am 15. August 1939 vom deutschen (damals: NS-Staat) Astronomen Karl Wilhelm Reinmuth an der Landessternwarte Heidelberg-Königstuhl auf dem Westgipfel des Königstuhls bei Heidelberg (IAU-Code 024) entdeckt wurde.

## Benennung
(2306) Bauschinger wurde nach dem deutschen Astronomen Julius Bauschinger (1860–1934) benannt. Er war Professor für Astronomie und Direktor des Astronomischen Rechen-Instituts (damals in Berlin, heute in Heidelberg) und der Sternwarte Leipzig (zur Universität Leipzig gehörend).